# Miłakowo (gromada)
Miłakowo – dawna gromada, czyli najmniejsza jednostka podziału terytorialnego Polskiej Rzeczypospolitej Ludowej w latach 1954–1972.
Gromady, z gromadzkimi radami narodowymi (GRN) jako organami władzy najniższego stopnia na wsi, funkcjonowały od reformy reorganizującej administrację wiejską przeprowadzonej jesienią 1954 do momentu ich zniesienia z dniem 1 stycznia 1973, tym samym wypierając organizację gminną w latach 1954–1972.
Gromadę Miłakowo z siedzibą GRN w Miłakowie (wówczas wsi) utworzono – jako jedną z 8759 gromad na obszarze Polski – w powiecie morąskim w woj. olsztyńskim na mocy uchwały nr 17 WRN w Olsztynie z dnia 4 października 1954. W skład jednostki weszły obszary dotychczasowych gromad Klugajny, Miłakowo, Pawełki, Pityny i Polkajny oraz miejscowość Raciszewo z dotychczasowej gromady Raciszewo ze zniesionej gminy Miłakowo w tymże powiecie. Dla gromady ustalono 24 członków gromadzkiej rady narodowej.
1 stycznia 1958 do gromady Miłakowo włączono obszary zniesionych gromad Książnik i Warkałki w tymże powiecie.
1 stycznia 1960 do gromady Miłakowo włączono wsie Bieniasze i Nowe Mieczysławy oraz osady Niegławki, Kłodziń, Stare Mieczysławy i Wojciechy ze zniesionej gromady Włodowo w tymże powiecie.
1 stycznia 1969 z gromady Miłakowo wyłączono:
- obszar o powierzchni 4 ha leżący między PGR Stolno a szosą Morąg-Orneta, włączając go do gromady Orneta w powiecie braniewskim;
- obszar o powierzchni 3 ha leżący między PGR Stolno a szosą Morąg-Orneta a stykiem granic powiatów morąskiego i braniewskiego, włączając go do gromady Bażyny w powiecie braniewskim;
- obszar o powierzchni 11 ha leżący między stykiem granic powiatów morąskiego, braniewskiego i lidzbarskiego a wsią Kłodzin, włączając:
  - 4 ha go do gromady Lubomino w powiecie lidzbarskim;
  - 7 ha go do gromady Rogiedle w powiecie lidzbarskim – w tymże województwie[10].

Gromada przetrwała do końca 1972 roku, czyli do kolejnej reformy gminnej. 1 stycznia 1973 w powiecie morąskim reaktywowano gminę Miłakowo (od 1999 gmina znajduje się w powiecie ostródzkim).